# Rodzina Addamsów: Zjazd rodzinny
Rodzina Addamsów: Zjazd rodzinny (także: Rodzina Addamsów: Wielki zjazd lub Rodzina Addamsów: Spotkanie po latach; ang. Addams Family Reunion) – amerykańska telewizyjna czarna komedia z 1998 w reżyserii Dave’a Pane’a, zrealizowana na podstawie komiksów Charlesa Addamsa jako prequel produkowanego przez Saban serialu telewizyjnego Nowe przygody rodziny Addamsów (1998–1999).
W Polsce emitowany przez telewizję Jetix (późniejsze Disney XD) od 13 listopada 2005.

## Fabuła
Rodzina Addamsów organizuje wielki zjazd swoich krewnych.

## Obsada
- Tim Curry – Gomez Addams
- Nicole Fugere – Wednesday Addams
- Jerry Messing – Pugsley Addams
- Christopher Hart – Thing
- Patrick Thomas – Wujek Fester
- Daryl Hannah – Morticia Addams
- Carel Struycken – Lurch
- Diane Delano – Delores Adams
- Renée Estevez – Mondo Sharon
- Leigh Taylor-Young – Patrice
- Preston Ahearn – Kuzyn
- Heidi Lenhart – Melinda Adams
- Haylie Duff – Gina Adams
- Lindsey Haun – Jenny Adams
- Amy Kidd – Maria
- Ed Begley Jr. – Phillip Adams
- Todd C. Mooney – Uśmiechający się gość
- George Pilgrim – Głodny gość
- Manny Fernandez – Twardy policjant
- Karla Green – Sprytne dziecko
- Courtnie Rothman – Zadowolone dziecko

## Wersja polska
Opracowanie i udźwiękowienie wersji polskiej: na zlecenie Jetix – Eurocom Studio

Reżyseria: Dorota Prus-Małecka

Dialogi: Anna Niedźwiecka

Dźwięk i montaż: Robert Rejmontowicz

Kierownictwo produkcji: Marzena Wiśniewska

Udział wzięli:
- Dominika Ostałowska – Mortycja
- Magdalena Krylik – Melinda
- Iwona Rulewicz
- Krystyna Królówna
- Joanna Jędryka
- Jacek Rozenek – Gomez
- Jacek Kopczyński – Jeffrey
- Jarosław Boberek
- Mirosława Krajewska – Babcia
- Anna Wiśniewska – Wednesday
- Ryszard Nawrocki
- Stefan Knothe – Phillip Adams
- Cezary Kwieciński – Pugsley
- Wojciech Machnicki
- Ryszard Olesiński – Walter Adams
- Cynthia Kaszyńska
- Łukasz Margas – Stevie Adams
- Piotr Omen
- Ola Filipek
- Dorota Kawęcka
- Jarosław Domin
- Janusz Wituch
- Jolanta Wołłejko – Delores Adams
- Mieczysław Morański – Wujek Fester